# Korven Kuningas
A Korven Kuningas (Az erdők királya) a finn folk-metal együttes, a Korpiklaani ötödik stúdióalbuma. 2008. március 21-én a Nuclear Blast Recordsnál jelent meg. A kiadásról 2007 szeptemberében kötötték meg a szerződést. Ennek az albumnak a címlapját festették, míg az eddigiek ábráit Adobe Photoshop segítségével készítették. Ezen a lemezen is szerepel Vaari, az az idős ember, aki már hallható volt a Tales Along This Road és a Tervaskanto lemezeken.

## Számok listája[1]
1. "Tapporauta" ("Gyilkoló vas") - 4:12
2. "Metsämies" ("Erdei ember") - 3:00
3. "Keep on Galloping" - 4:09
4. "Northern Fall" - 3:04
5. "Shall We Take a Turn" - 3:27
6. "Paljon On Koskessa Kiviä" ("The Rapid Has Many Rocks") - 3:44
7. "Ali Jäisten Vetten" ("Jeges szelek alatt") - 4:08
8. "Gods on Fire" - 3:48
9. "Kipakka" (Japanese bonus track)
10. "Kantaiso" ("Ancestor") - 4:08
11. "Kipumylly" ("Mill of Pain") - 3:50
12. "Suden Joiku" ("Yoik of the Wolf") - 4:22
13. "Runamoine" - 4:03
14. "Syntykoski Syömmehessäin" ("Rapid of Birth From My Heart") - 3:05
15. "Korven Kuningas" ("Az erdők királya") - 21:56
16. "Nuolet Nomalan" ("Rabbit Arrows") (Digipack bonus track) - 3:56